# Stórhöfði
Stórhöfði – półwysep na południowym krańcu wyspy Heimaey, największej wyspy archipelagu Vestmannaeyjar położonego na południu Islandii. Jest połączony z resztą wyspy wąskim przesmykiem utworzonym przez lawę z erupcji wulkanu Helgafell sprzed 5 tysięcy lat.
Pierwsza latarnia morska została zbudowana na Stórhöfði w 1906 roku. W 1921 po raz pierwszy zainstalowano stację meteorologiczną na szczycie najwyższego wzniesienia, na wysokości 122 m n.p.m. Półwysep uchodzi za najbardziej wietrzne miejsce w Europie. Największą prędkość wiatru zmierzono w lutym 1991 i wynosiła ona 119 węzłów (220 km/h), co jest rekordem Islandii. Średnia prędkość wiatru przekracza 30 m/s. Najwyższa fala osiągnęła przy brzegach półwyspu wysokość 29 metrów. Zanotowano tam także najniższe ciśnienie atmosferyczne na lądzie w Europie. Miało to miejsce 2 grudnia 1929, kiedy barometry wskazały wartość 923,6 hPa.
Do 2015 jedna z ulic w Reykjavíku w przemysłowej dzielnicy Höfði nosiła nazwę Stórhöfði (pl. wielka głowa/półwysep). Przemianowano ją na Svarthöfði (czarna głowa/półwysep), co w języku islandzkim oznacza Dartha Vadera, jedną z głównych postaci sagi filmowej Gwiezdne wojny.
Na półwyspie występuje liczne ptactwo, zwłaszcza maskonur zwyczajny, którego populacja liczy około 700 000 osobników.